# Lamper Tengah
Lamper Tengah is een bestuurslaag in het regentschap Semarang van de provincie Midden-Java, Indonesië. Lamper Tengah telt 11.419 inwoners (volkstelling 2010).